# Only Murders in the Building
Only Murders in the Building est une série télévisée comédie américaine, créée et produite par Steve Martin et John Hoffman, et diffusée depuis le 31 août 2021 sur la plateforme de streaming Hulu. Dans les pays francophones, la série est diffusée sur la chaîne virtuelle Star, accessible via le service Disney+ depuis le 31 août 2021.
L'intrigue suit trois voisins, joués par Selena Gomez, Steve Martin et Martin Short, partageant un intérêt commun pour les podcasts d'affaires criminelles. Ensemble, ils décident de mener une enquête sur le décès d'un résident de leur immeuble.
La série a reçu des éloges de la part des critiques pour son approche humoristique du genre policier, ainsi que pour les performances des acteurs principaux. La série a reçu de nombreuses distinctions, notamment des nominations pour le Primetime Emmy Award de la meilleure série comique et le Primetime Emmy Award du meilleur acteur dans une série comique pour Steve Martin et Martin Short trois années consécutives ainsi qu’une nomination au Primetime Emmy Award de la meilleure actrice dans une série télévisée comique pour Selena Gomez en 2024.

## Synopsis
Charles-Haden Savage, Oliver Putnam et Mabel Mora, trois locataires de l'immeuble Arconia qui jusqu'alors ne se connaissent pas, découvrent par un concours de circonstances qu'ils partagent tous trois la même passion pour les affaires criminelles. Une passion qu'ils décident rapidement de mettre à profit lorsqu'un décès a lieu dans leur immeuble : la police juge qu'il s'agit d'un suicide, mais le trio, qui a trouvé des indices contraires, n'est pas de cet avis et pense à un meurtre. Ils décident de monter un podcast, et de mener leur propre enquête. Ils rencontrent alors les différents locataires de l'Arconia et découvrent de plus en plus d'indices qui confirment leurs doutes : Tim Kono a été assassiné. S'ensuivent diverses aventures des trois apprentis détectives et réalisateurs de podcast.

## Distribution

### Acteurs principaux
- Steve Martin (VF : Bernard Gabay) : Charles-Haden Savage
- Martin Short (VF : Bernard Alane) : Oliver Putnam
- Selena Gomez (VF : Karine Foviau) : Mabel Mora
- Amy Ryan (VF : Sybille Tureau) : Jan Bellows (saison 1 - récurrente saison 2 et 4)
- Aaron Dominguez (VF : Jim Redler) : Oscar Torres (saison 1)
- Cara Delevingne (VF : Marie Tirmont) : Alice Banks (saison 2)
- Adina Verson (VF : Emilie Duchênoy) : Poppy White / Becky Butler (saison 2 - invitée saison 1)[note 1]
- Michael Cyril Creighton (en) (VF : Nicolas Djermag) : Howard Morris (depuis saison 3 - récurrent saisons 1 à 2)

Photos des acteurs principaux
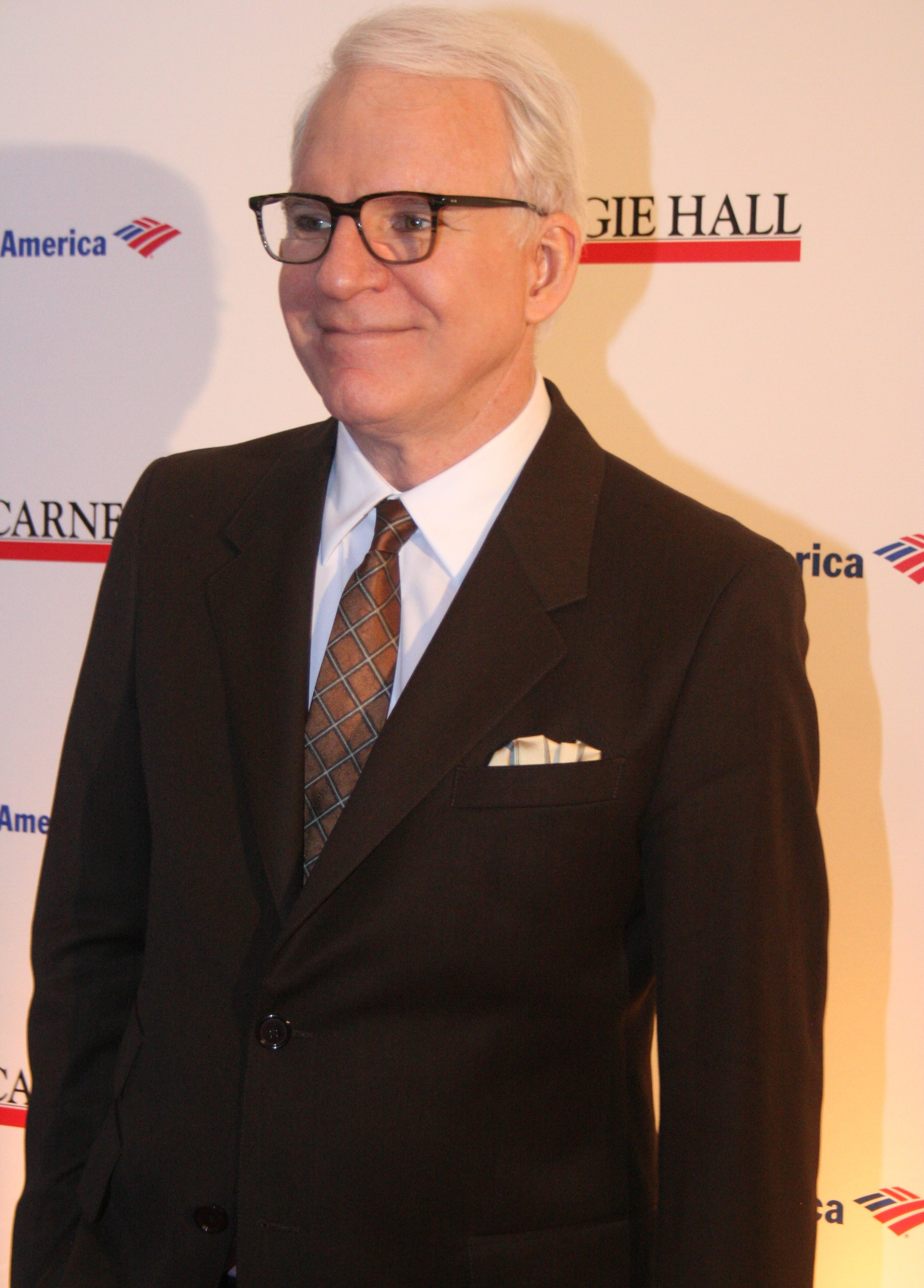
Steve Martin interprète Charles-Haden Savage
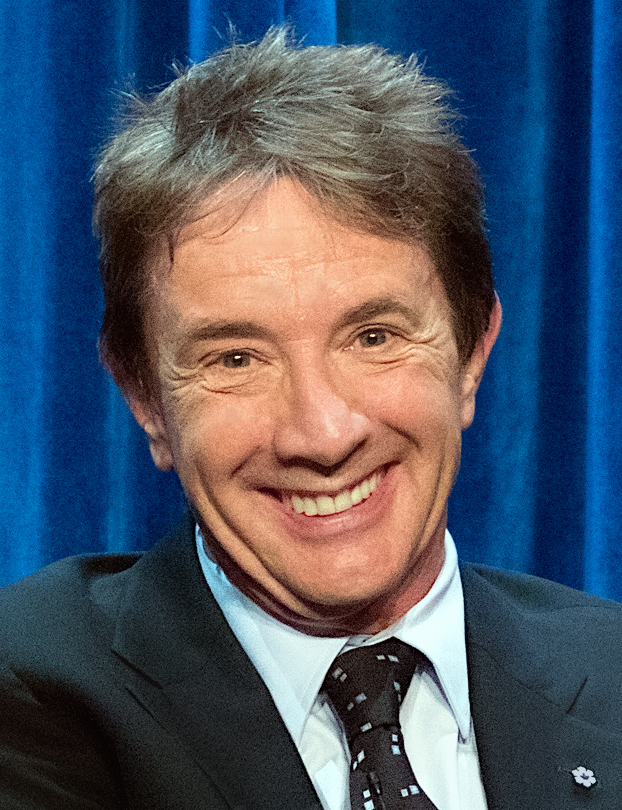
Martin Short interprète Oliver Putnam
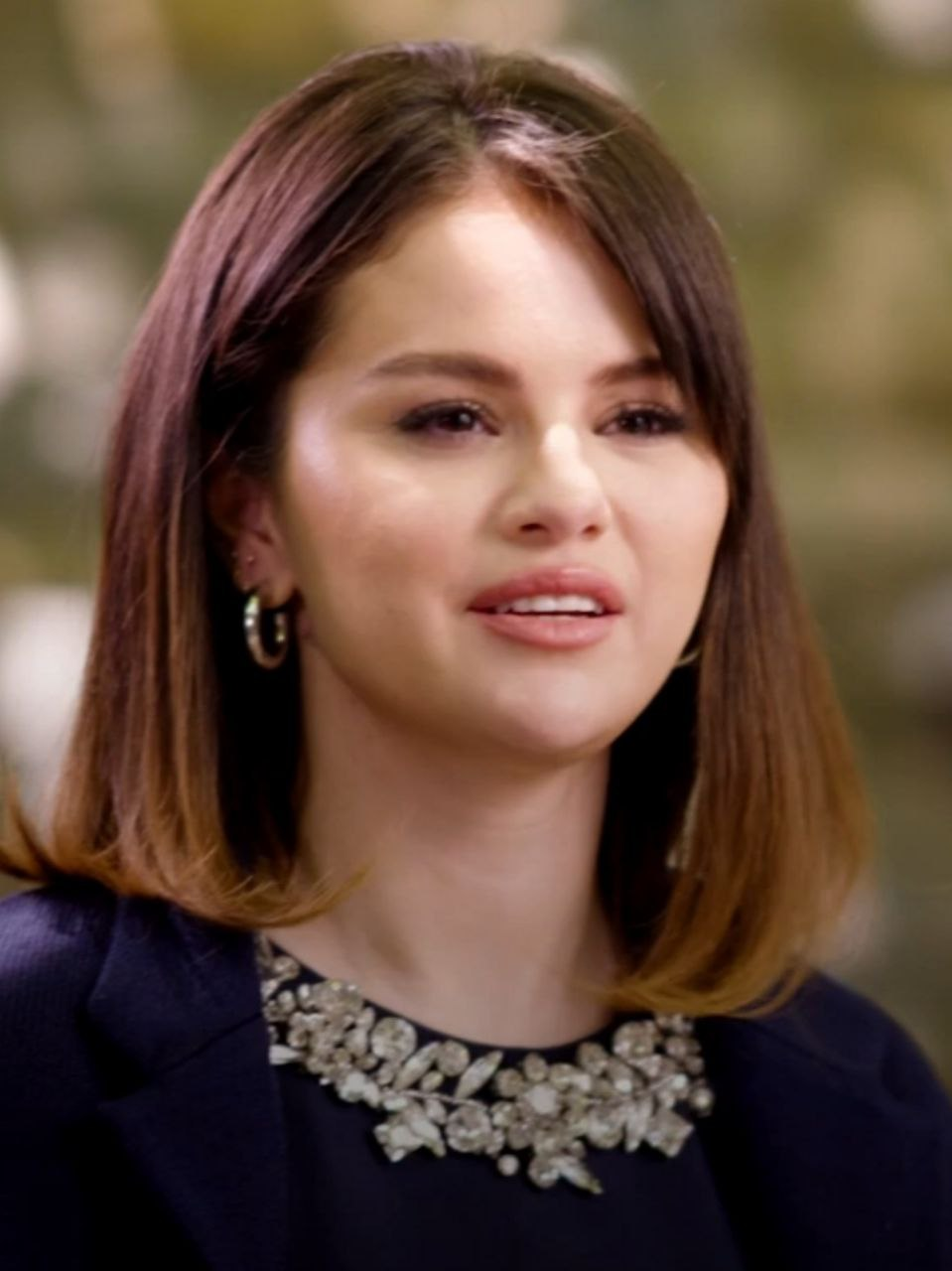
Selena Gomez interprète Mabel Mora

| Nom                  | Interprété par               | Rôle | Saisons    | Saisons                                        | Saisons    | Saisons    | Saisons    |
| Nom                  | Interprété par               | Rôle | 1          | 2                                              | 3          | 4          | 5          |
| -------------------- | ---------------------------- | --- | ---------- | ---------------------------------------------- | ---------- | ---------- | ---------- |
| Charles-Haden Savage | Steve Martin                 | Locataire de l'Arconia, qui a une passion pour les affaires criminelles et qui décide de mener sa propre enquête sur la mort d'un locataire avec Mabel et Oliver.  | Principal  | Principal                                      | Principal  | Principal  | Principal  |
| Oliver Putnam        | Martin Short                 | Locataire de l'Arconia, qui a une passion pour les affaires criminelles et qui décide de mener sa propre enquête sur la mort d'un locataire avec Mabel et Charles. | Principal  | Principal                                      | Principal  | Principal  | Principal  |
| Mabel Mora           | Selena Gomez                 | La nièce d'une locataire de l'Arconia qui a une passion pour les affaires criminelles et qui décide de mener sa propre enquête sur la mort d'un locataire          | Principale | Principale                                     | Principale | Principale | Principale |
| Jan Bellows          | Amy Ryan                     | Locataire de l'Arconia, entamant une relation avec Charles. | Principale | Récurrente                                     |            | Récurrente |            |
| Oscar Torres         | Aaron Dominguez              | Fils du gardien de l'immeuble, intérêt amoureux de Mabel. | Principal  |                                                |            |            |            |
| Alice Banks          | Cara Delevingne              | Une artiste qui fait la connaissance de Mabel, dont elle tombe amoureuse.                                                                                          |            | Principale                                     |            |            |            |
| Poppy White          | Adina Verson                 | L'assistante ambitieuse de Cinda Canning. | Invitée    | Récurrente (5 épisodes)Principale (épisode 10) |            |            |            |
| Howard Morris        | Michael Cyril Creighton (en) | Un locataire de l’Arconia. | Récurrent  | Récurrent                                      | Principal  | Principal  | Principal  |

### Acteurs récurrents
- Ryan Broussard (VF : Diouc Koma) : Will Putnam
- Jackie Hoffman (VF : Virginie Ledieu) : Uma Heller
- Teddy Coluca (VF : Hervé Jolly) : Lester
- Da'Vine Joy Randolph (VF : Virginie Emane) : l'inspecteur Williams
- Jayne Houdyshell (VF : Annie Le Youdec) : Bunny Folger (saisons 1 et 2, invitée saison 3) / Mme Gambolini (saison 2)
- Jaboukie Young-White (VF : Mike Fédée) : Sam (saisons 1 et 2)
- Daniel Oreskes (VF : Jean Barney) : Marv (saisons 1 et 2)
- Ali Stroker (VF : Julia Boutteville) : Paulette (saisons 1 et 2)
- Orson Hong : Grant (saisons 1 et 2)
- Vanessa Aspillaga (VF : Emmanuelle Rivière) : Ursula (saisons 1 et 2)
- Nathan Lane (VF : Franck Gourlat) : Teddy Dimas (saisons 1, 2 et 5)
- Russell G. Jones (VF : Daniel Lobé) : Dr Grover Stanley (saisons 1 et 2)
- Andrea Martin (VF : Anne Rondeleux) : Joy (saison 3 - invitée saison 2)
- Jason Veasey (VF : Vincent Touré) : Jonathan (saison 2 et 3)
- Tina Fey (VF : Stéphanie Lafforgue) : Cinda Canning (saison 1 à 3)
- James Caverly : Theo Dimas (saison 1 à 3)
- Richard Kind (VF : Bernard Bollet) : Vince Fish (saison 4 et 5)

 Saison 1 : 
- Julian Cihi (VF : Alexandre Nguyen) : Tim Kono
- Maulik Pancholy : Arnav
- Zainab Jah (VF : MBembo) : Ndidi Idoko
- Olivia Reis : Zoe Cassidy

 Saison 2 : 
- Zoe Colletti (VF : Léopoldine Serre) : Lucy
- Michael Rapaport (VF : Jérôme Pauwels) : Détective Kreps
- Christine Ko (VF : Chloé Berthier) : Nina Lin
- Ariel Shafir (VF : Sacha Petronijevic) : Ivan

 Saison 3 : 
- Linda Emond (VF : Marie Vincent) : Donna DeMeo
- Ashley Park (VF : Edwige Lemoine) : Kimber Min
- Jeremy Shamos (VF : Éric Aubrahn) :  Dickie
- Wesley Taylor (VF : Fabrice Fara) : Clifford DeMeo
- Jesse Williams (VF : Rémi Caillebot) : Tobert

 Saison 4 : 
- Molly Shannon (VF : Véronique Augereau) : Bev Melon
- Catherine Cohen (VF : Anthéa Chauvière) : Trina Brothers
- Siena Werber (VF : Youna Noiret) : Tawny Brothers
- Jin Ha (VF : Shay Frantz) : Marshall P. Pope/Rex Bailey
- Desmin Borges (VF : Antoine Schoumsky) : Alfonso
- Daphne Rubin-Vega (VF : Daria Levannier) : Inez
- Lilian Rebelo (VF : Rebecca Benhamour) : Ana
- Kumail Nanjiani (VF : Nessym Guétat) : Rudy Thurber

 Saison 5 : 
- Keegan-Michael Key
- Christoph Waltz
- Renée Zellweger
- Logan Lerman
- Dianne Wiest
- Bobby Cannavale
- Beanie Feldstein
- Jermaine Fowler

### Invités
- Jane Lynch (VF : Josiane Pinson) : Sazz Pataki (saisons 1 à 4)
- Adriane Lenox : Roberta (saison 1)
- Sting (VF : Thierry Ragueneau) : lui-même (saison 1)
- Roy Wood Jr. (VF : Jean-Paul Pitolin) : Vaughn (saison 1)
- Jacob Ming-Trent (VF : Vincent Touré) : Lucian (saison 1)
- Jimmy Fallon (VF : Serge Faliu) : lui-même (saison 1)
- Mandy Gonzalez : Silvia Mora (saison 1)
- Amy Schumer : elle-même (saison 2)
- Ben Livingston : le père de Charles (saison 2)
- Shirley Maclaine (VF : Cathy Cerdà) : Rose Cooper / Leonora Folger (saison 2)
- Mark Consuelos : le père de Mabel (saison 2)
- Noma Dumezweni : Maxine (saison 3)
- Adrian Martinez (VF : Christophe Lemoine) : Gregg Rivera (saison 3)
- Peter Bartlett (VF : Philippe Ariotti) : Jerry Blau (saison 3)
- Matthew Broderick (VF : William Coryn) : lui-même (saison 3)
- Mel Brooks : lui-même (saison 3)
- Scott Bakula (VF : Guy Chapellier) : lui-même (saison 4)
- John McEnroe : lui-même (saison 4)
- Griffin Dunne (VF : Thierry Wermuth) : Milton Dudenoff (saison 4)
- Melissa McCarthy (VF : Véronique Alycia) : Doreen (saison 4)
- Jason Kravits (VF : Jean-Loup Horwitz) : Big Mike (saison 4)
- Alexandra Templer (VF : Marjorie Frantz) : Helga (saison 4)
- Ron Howard (VF : Constantin Pappas) : lui-même (saison 4)
- Téa Leoni (VF : Juliette Degenne) : Sofia Caccimelio (saison 4)

### Invités spéciaux
- Paul Rudd (VF : Anatole de Bodinat) (saison 2) puis (VF : Damien Boisseau) (saison 3) : Benjamin « Ben » Glenroy / Glen Stubbins (invité saison 2 - invité spécial saison 3 et 4)[note 2]
- Meryl Streep (VF : Frédérique Tirmont) : Loretta Durkin   (saison 3 et 4) [note 3]
- Eva Longoria (VF : Marie Bouvier) : elle-même, interprétant Mabel dans l'adaptation du podcast  (saison 4)
- Eugene Levy (VF : Patrick Bonnel) : lui-même, interprétant Charles dans l'adaptation du podcast  (saison 4)
- Zach Galifianakis (VF : Daniel Lafourcade) : lui-même, interprétant Oliver dans l'adaptation du podcast  (saison 4)

Version française
- Société de doublage : Dubbing Brothers[1],[2]
- Direction artistique : Marjorie Frantz[1],[2]
- Adaptation des dialogues : Sophie Deschaumes, Christine De Chérisey & Mandy Spalma[1]

 Source et légende : version française (VF) sur RS Doublage et  Doublage Séries Database

## Développement

### Conception
En janvier 2020, il est annoncé le développement d'une série comique diffusée sur Hulu, avec Steve Martin et John Hoffman en tant que créateurs. La série est produite par 20th Television avec Steve Martin, Martin Short, John Hoffman et Dan Fogelman comme producteurs exécutifs. En août 2020, Selena Gomez et Benjamin Dherbecourt sont également annoncés comme producteurs exécutifs de la série.
Le 15 septembre 2021, Hulu renouvelle la série pour une seconde saison.
En juillet 2022, la série est renouvelée pour une troisième saison.
En octobre 2023, la quatrième saison est officiellement confirmée.
En septembre 2024, alors que la diffusion de la quatrième saison a à peine démarré, Hulu annonce une cinquième saison pour le 9 septembre 2025.

### Casting
En janvier 2020, Steve Martin et Martin Short rejoignent le casting principal de la série. En août 2020, Selena Gomez rejoint le casting dans un rôle principal. En novembre 2020, Aaron Dominguez rejoint également le casting la distribution principale de la série. En janvier 2021, l'actrice Amy Ryan rejoint également la distribution principale et Nathan Lane rejoint le casting dans un rôle récurrent,.
Pour la deuxième saison de la série, il est annoncé en décembre 2021 que Cara Delevingne rejoint la distribution principale de la deuxième saison de la série. En janvier 2022, Martin Short annonce que Shirley MacLaine et Amy Schumer rejoignent la deuxième saison de la série en tant qu'invitée. En février 2022, Michael Rapaport rejoint le casting dans un rôle récurrent.
En août 2022, l'acteur Paul Rudd fait une apparition dans l'épisode final de la deuxième saison et rejoint officiellement le casting de la troisième saison. En octobre 2022, Jesse Williams rejoint le casting dans un rôle récurrent pour la troisième saison. En janvier 2023, Meryl Streep rejoint également le casting la série. En février 2023, Ashley Park rejoint le casting dans un rôle récurrent. En mars 2023, il est annoncé que Jeremy Shamos, Linda Emond, Wesley Taylor (en), Don Darryl Rivera, Allison Guinn et Gerald Caesar rejoignent le casting dans un rôle récurrent,. En avril 2023, après deux saisons dans un rôle récurrent, Michael Cyril Creighton (en) rejoint la distribution principale de la série pour la troisième saison.
En février 2024, il est annoncé que Molly Shannon, Eva Longoria et Eugene Levy rejoignaient tous la quatrième saison dans des rôles récurrents,,. En mars 2024, il est annoncé que Kumail Nanjiani et Zach Galifianakis rejoignent eux-aussi la série dans des rôles récurrents,.
En octobre 2024, l’actrice Téa Leoni qui fait une apparition dans l'épisode final de la quatrième saison, rejoint officiellement le casting de la cinquième saison.
En mars 2025, il est annoncé que l'acteur doublement oscarisé Christoph Waltz rejoint le casting de la cinquième saison.
Le même mois, sont annoncés l'acteur Keegan-Michael Key et l'actrice oscarisé Renée Zellweger.
En avril 2025, c'est le jeune acteur Logan Lerman qui rejoint le casting de cette nouvelle saison.

### Tournage
Le tournage de la saison 1 a commencé le 3 décembre 2020 à New York et s'est achevé en avril 2021.
Le tournage de la deuxième saison commence le 1er décembre 2021.
Le tournage de la troisième saison a commencé en janvier 2023 et s'est achevé en avril 2023,. Les scènes extérieures ont pour cadre le Belnord, immeuble de copropriété de l'Upper West Side, tandis que les scènes intérieures sont tournées en studio.
Le tournage de la saison 4 débute en mars 2024 et celui de la saison 5 en mars de l'année suivante.

### Fiche technique
Sauf indication contraire, les informations mentionnées dans cette section peuvent être confirmées par la base de données cinématographiques IMDb,  présente dans la section « Liens externes ».
- Titre original, français et québécois :  Only Murders in the Building
- Création : John Robert Hoffman (en) et Steve Martin
- Réalisation : Jamie Babbit, Cherien Dabis, Gillian Robespierre, Don Scardino, John Robert Hoffman (en), Chris Teague et Jude Weng (en)
- Photographie : Chris Teague et Dagmar Weaver-Madsen
- Montage : Julie Monroe, JoAnne Yarrow, Matthew Barbato, David L. Bertman, Shelly Westerman, Peggy Tachdjian et Payton Koch
- Distribution : Voir distribution
- Musique : Siddhartha Khosla
- Casting : Tiffany Little Canfield, Bernard Telsey (en) et Destiny Lilly
- Costumes : Dana Covarrubias
- Production : Thembi Banks, Jane Raab, Nick Pavonetti et Kristin Bernstein
  - Production exécutive : Dan Fogelman, Jess Rosenthal, Jamie Babbit, Steve Martin, Martin Short, Selena Gomez, Benjamin Dherbecourt et John Robert Hoffman (en)
- Société de production : Rhode Island Ave. Productions, Another Hoffman Story Productions, 40 Share Productions, 20th Television
- Pays d'origine :  États-Unis
- Langue originale : anglais
- Genres : comédie, drame, crime, mystère
- Nombre de saisons : 4
- Nombre d'épisodes : 40
- Durée : entre 26 et 38 minutes
- Diffuseur : Hulu et Disney+
- Date de première diffusion : 31 août 2021
- Classification : 12+ sur Disney+

## Épisodes
| Saisons | Nombre d'épisodes | Début de saison  | Fin de saison   |
| ------- | ----------------- | ---------------- | --------------- |
| 1       | 10                | 31 août 2021     | 19 octobre 2021 |
| 2       | 10                | 28 juin 2022     | 23 août 2022    |
| 3       | 10                | 8 août 2023      | 3 octobre 2023  |
| 4       | 10                | 27 août 2024     | 29 octobre 2024 |
| 5       | 10                | 9 septembre 2025 | 2025            |

### Première saison (2021)
Composée de dix épisodes, elle a été diffusée entre le 31 août et le 19 octobre 2021 sur la plateforme de streaming Hulu aux États-Unis, et sur Disney+ dans le monde entier.
1. Crime réel (True Crime)
2. Qui est Tim Kono ? (Who Is Tim Kono?)
3. Connaissez-vous bien vos voisins ? (How Well Do You Know Your Neighbors?)
4. Sting (The Sting)
5. Coup de théâtre (Twist)
6. Protéger et servir (To Protect and Serve)
7. Le Garçon du 6B (The Boy from 6B)
8. Fan Fiction (Fan Fiction)
9. Et que ça saute (Double Time)
10. Le Bouquet final (Open and Shut)

### Deuxième saison (2022)
Composée de dix épisodes, elle est diffusée entre le 28 juin et le 23 août 2022 sur Hulu et Disney+.
1. Suspects principaux (Persons of Interest)
2. Coup monté (Framed)
3. Le Dernier jour de Bunny Folger (The Last Day of Bunny Folger)
4. C'est toi que je regarde (Here's Looking at You)
5. Le Tic (The Tell)
6. Évaluation (Performance Review)
7. Retourner toutes les pièces (Flipping the Pieces)
8. L'obscurité la plus totale (Hello, Darkness)
9. Sparring-partners (Sparring Partners)
10. Je sais qui l'a fait (I Know Who Did It)

### Troisième saison (2023)
Composée de dix épisodes, la troisième saison a une diffusion prévue pour le 8 août 2023 sur Hulu.
1. Le spectacle doit... (The Show Must...)
2. Et la musique fut (The Beat Goes On)
3. Sortez vos mouchoirs (Grab Your Hankies)
4. La zone blanche (The White Room)
5. Ah, l'amour ! (Ah, Love!)
6. Lumière fantôme (Ghost Light)
7. Cobro (CoBro)
8. Le Sitzprobe (Sitzprobe)
9. Trente (Thirty)
10. Soirée de première (Opening Night)

### Quatrième saison (2024)
Composée de dix épisodes, la quatrième saison a une diffusion prévue pour le 27 août 2024 sur Hulu.
1. Il était une fois dans l'Ouest (Once Upon a Time in the West)
2. Les Portes du paradis (Gates of Heaven)
3. Voyage à deux (Two for the Road)
4. Le diable en boîte (The Stunt Man)
5. Adaptation (Adaptation)
6. Grand angle (Blow-Up)
7. La Vallée des poupées (Valley of the Dolls)
8. Canot de sauvetage (Lifeboat)
9. Les Évadés de la planète Klongo (Escape From Planet Klongo)
10. Le mariage de mon meilleur ami (My Best Friend's Wedding)

## Réception

### Audiences
Only Murders in the Building détient le record du meilleur démarrage de l'histoire pour une série comique sur la plateforme de streaming Hulu. Le 28 octobre 2021, le président de Hulu Originals, Craig Erwich, a déclaré dans une interview avec Vulture : « la série était devenue "de loin" la série comique la plus regardée de tous les temps sur Hulu ».

### Réception critique
Pour la première saison, le site agrégateur de critiques Rotten Tomatoes a rapporté une note d'approbation de 100 % avec une note moyenne de 8⁄10, sur la base de 107 avis. Le consensus des critiques du site Web se lit comme suit : « Only Murders in the Building aborde le sujet des monomaniaques des affaires criminelles par le prisme de l'humour léger. C'est à la fois hilarant et perspicace, en grande partie grâce à son trio central extrêmement charmant ». Metacritic a attribué à la série une note moyenne pondérée de 76⁄100 sur la base de 34 critiques, indiquant « des critiques généralement favorables ».
Pour la seconde saison, sur le site Rotten Tomatoes, la série obtient un taux d'approbation de 98 % avec une note moyenne de 8.05⁄10, basé sur 112 avis. Le site écrit à propos de la saison 2 : « Only Murders in the Building retrouve une nouvelle jeunesse avec un deuxième opus plus complexe qui conserve le charme et l'esprit de la série. ». Metacritic a attribué à la série une note moyenne pondérée de 79⁄100 sur la base de 25 critiques, indiquant « des critiques généralement favorables ».

### Distinctions
| Cérémonie                               | Année | Catégorie                                                                                        | Nommé(e) | Résultat   | Réf.   |
| --------------------------------------- | ----- | ------------------------------------------------------------------------------------------------ | --- | ---------- | ------ |
| AACTA International Awards              | 2023  | Meilleure série comique                                                                          | Only Murders in the Building | Nomination | [ 47 ] |
| AARP Movies for Grownups Awards         | 2022  | Meilleur acteur dans une série télévisée/streaming                                               | Martin Short | Nomination | [ 48 ] |
| AARP Movies for Grownups Awards         | 2023  | Meilleur série télévisée                                                                         | Only Murders in the Building | Nomination | [ 49 ] |
| American Cinema Editors Awards          | 2023  | Meilleur montage d'une série comique                                                             | Shelly Westerman, Payton Koch (pour l'épisode "Je sais qui l'a fait") | Nomination | [ 50 ] |
| Art Directors Guild Awards              | 2022  | Excellence en conception de production pour une série télévisée à caméra unique d'une demi-heure | Curt Beech (pour l'épisode "Crime réel") | Nomination | [ 51 ] |
| Art Directors Guild Awards              | 2023  | Excellence en conception de production pour une série télévisée à caméra unique d'une demi-heure | Patrick Howe (pour l'épisode "Coup monté") | Nomination | [ 52 ] |
| Artios Awards                           | 2023  | Réalisation exceptionnelle en casting – Meilleur pilote et première saison de série comique      | Bernard Telsey, Tiffany Little Canfield et Destiny Lilly | Nomination | [ 53 ] |
| ASCAP Screen Music Awards               | 2022  | Générique de série de l'année                                                                    | Siddhartha Khosla | Nomination | [ 54 ] |
| ASCAP Screen Music Awards               | 2022  | Meilleure série streaming                                                                        | Only Murders in the Building | Lauréat    | [ 54 ] |
| ASCAP Screen Music Awards               | 2023  | Meilleure musique dans une série de l'année                                                      | Siddhartha Khosla | Nomination | [ 55 ] |
| ASCAP Screen Music Awards               | 2023  | Générique de série de l'année                                                                    | Siddhartha Khosla | Nomination | [ 55 ] |
| ASCAP Screen Music Awards               | 2023  | Meilleure série streaming                                                                        | Siddhartha Khosla | Lauréat    | [ 56 ] |
| Black Reel Awards                       | 2023  | Meilleure actrice invitée dans une série comique                                                 | Da'Vine Joy Randolph | Nomination | [ 57 ] |
| Cinema Audio Society                    | 2022  | Meilleur mixage du son pour les séries télévisées d'une demi-heure                               | Joseph White Jr., Mathew Waters, Lindsay Alvarez, Alan DeMoss, Stiv Schneider et Karina Rezhevska (pour l'épisode "Connaissez-vous bien vos voisins ?")                                                              | Nomination | [ 58 ] |
| Cinema Audio Society                    | 2023  | Meilleur mixage du son pour les séries télévisées d'une demi-heure                               | Joseph White Jr., Penny Harold, Andrew Garrett Lange, Alan DeMoss, Chris Navarro et Erika Koski (pour l'épisode "Le Tic")                                                                                            | Lauréat    | [ 59 ] |
| Critics' Choice Television Awards       | 2022  | Meilleure série télévisée comique                                                                | Only Murders in the Building | Nomination |        |
| Critics' Choice Television Awards       | 2022  | Meilleur acteur dans une série télévisée comique                                                 | Steve Martin | Nomination |        |
| Critics' Choice Television Awards       | 2022  | Meilleur acteur dans une série télévisée comique                                                 | Martin Short | Nomination |        |
| Critics' Choice Television Awards       | 2022  | Meilleure actrice dans une série télévisée comique                                               | Selena Gomez | Nomination |        |
| Critics' Choice Television Awards       | 2023  | Meilleur acteur dans une série télévisée comique                                                 | Steve Martin | Nomination | [ 60 ] |
| GLAAD Media Awards                      | 2023  | Meilleure série comique                                                                          | Only Murders in the Building | Nomination | [ 61 ] |
| Golden Globe Awards                     | 2022  | Meilleure série télévisée musicale ou comique                                                    | Only Murders in the Building | Nomination | [ 62 ] |
| Golden Globe Awards                     | 2022  | Meilleur acteur dans une série télévisée musicale ou comique                                     | Steve Martin | Nomination | [ 62 ] |
| Golden Globe Awards                     | 2022  | Meilleur acteur dans une série télévisée musicale ou comique                                     | Martin Short | Nomination | [ 62 ] |
| Golden Globe Awards                     | 2023  | Meilleure série télévisée musicale ou comique                                                    | Only Murders in the Building | Nomination | [ 63 ] |
| Golden Globe Awards                     | 2023  | Meilleur acteur dans une série télévisée musicale ou comique                                     | Steve Martin | Nomination | [ 63 ] |
| Golden Globe Awards                     | 2023  | Meilleur acteur dans une série télévisée musicale ou comique                                     | Martin Short | Nomination | [ 63 ] |
| Golden Globe Awards                     | 2023  | Meilleure actrice dans une série télévisée musicale ou comique                                   | Selena Gomez | Nomination | [ 63 ] |
| Golden Globe Awards                     | 2024  | Meilleure série télévisée musicale ou comique                                                    | Only Murders in the Building | Nomination |        |
| Golden Globe Awards                     | 2024  | Meilleur acteur dans une série télévisée musicale ou comique                                     | Steve Martin | Nomination |        |
| Golden Globe Awards                     | 2024  | Meilleur acteur dans une série télévisée musicale ou comique                                     | Martin Short | Nomination |        |
| Golden Globe Awards                     | 2024  | Meilleure actrice dans une série télévisée musicale ou comique                                   | Selena Gomez | Nomination |        |
| Golden Globe Awards                     | 2024  | Meilleure actrice dans un second rôle dans une série, une mini-série ou un téléfilm              | Meryl Streep | Nomination |        |
| Golden Trailer Awards                   | 2022  | Publicité la plus innovante pour une série télévision/streaming                                  | Only Murders in the Building | Nomination | [ 64 ] |
| Golden Trailer Awards                   | 2022  | Meilleure campagne virale pour une série télévisée/streaming                                     | Only Murders in the Building | Lauréat    | [ 64 ] |
| Hollywood Critics Association TV Awards | 2022  | Meilleure série streaming comique                                                                | Only Murders in the Building | Nomination | [ 65 ] |
| Hollywood Critics Association TV Awards | 2022  | Meilleur acteur dans une série streaming comique                                                 | Steve Martin | Nomination | [ 65 ] |
| Hollywood Critics Association TV Awards | 2022  | Meilleur acteur dans une série streaming comique                                                 | Martin Short | Lauréat    | [ 65 ] |
| Hollywood Critics Association TV Awards | 2022  | Meilleure actrice dans une série streaming comique                                               | Selena Gomez | Lauréat    | [ 65 ] |
| Hollywood Critics Association TV Awards | 2022  | Meilleur acteur dans un rôle second rôle dans une série streaming comique                        | Nathan Lane | Nomination | [ 65 ] |
| Hollywood Critics Association TV Awards | 2022  | Meilleure actrice dans un rôle second rôle dans une série streaming comique                      | Amy Ryan | Nomination | [ 65 ] |
| Hollywood Critics Association TV Awards | 2022  | Meilleure réalisation pour une série streaming comique                                           | Jamie Babbit (pour l'épisode "Crime réel") | Nomination | [ 65 ] |
| Hollywood Critics Association TV Awards | 2022  | Meilleure réalisation pour une série streaming comique                                           | Cherien Dabis (pour l'épisode "Le Garçon du 6B") | Nomination | [ 65 ] |
| Hollywood Critics Association TV Awards | 2022  | Meilleur scénario pour une série streaming comique                                               | Steve Martin & John Hoffman (pour l'épisode "Crime réel") | Nomination | [ 65 ] |
| Huading Awards                          | 2023  | Acteur international le plus populaire dans une série télévisée                                  | Steve Martin | Nomination | [ 66 ] |
| Imagen Awards                           | 2022  | Meilleure actrice dans une série télévisée comique                                               | Selena Gomez | Nomination | [ 67 ] |
| Imagen Awards                           | 2022  | Meilleur acteur dans un second rôle dans une série télévisée comique                             | Aaron Dominguez | Nomination | [ 67 ] |
| MPSE Golden Reel Awards                 | 2022  | Meilleur montage sonore dans une série comique ou dramatique d'une demi-heure                    | Mathew Waters, Danika Wikke, Meredith Stacy et Micha Liberman (pour l'épisode "Le Garçon du 6B") | Lauréat    | [ 68 ] |
| MPSE Golden Reel Awards                 | 2023  | Meilleur montage sonore dans une série comique ou dramatique d'une demi-heure                    | Matthew Waters, Danika Wikke, Borja Sau, Eric Offin, Arno Stephanian, Sanaa Kelley et Adam DeCoster (pour l'épisode "Coup monté")                                                                                    | Nomination | [ 69 ] |
| MTV Movie & TV Awards                   | 2022  | Meilleure équipe                                                                                 | Steve Martin, Martin Short & Selena Gomez | Nomination | [ 70 ] |
| MTV Movie & TV Awards                   | 2023  | Meilleure performance dans une série télévisée                                                   | Selena Gomez | Nomination | [ 71 ] |
| MTV Movie & TV Awards                   | 2023  | Meilleur baiser                                                                                  | Selena Gomez & Cara Delevingne | Nomination | [ 71 ] |
| Peabody Awards                          | 2022  | Meilleur divertissement                                                                          | Only Murders in the Building | Nomination | [ 72 ] |
| People's Choice Awards                  | 2021  | Série comique de l'année                                                                         | Only Murders in the Building | Nomination | [ 73 ] |
| People's Choice Awards                  | 2021  | Star de série comique de l'année                                                                 | Selena Gomez | Lauréat    | [ 73 ] |
| People's Choice Awards                  | 2021  | Star de série comique de l'année                                                                 | Steve Martin | Nomination | [ 73 ] |
| People's Choice Awards                  | 2022  | Série comique de l'année                                                                         | Only Murders in the Building | Nomination | [ 74 ] |
| People's Choice Awards                  | 2022  | Star féminine de série télévisée de l'année                                                      | Selena Gomez | Nomination | [ 74 ] |
| People's Choice Awards                  | 2022  | Star de série comique de l'année                                                                 | Selena Gomez | Lauréat    | [ 74 ] |
| Primetime Creative Arts Emmy Awards     | 2022  | Meilleur acteur invité dans une série comique                                                    | Nathan Lane (pour l'épisode "Le Garçon du 6B") | Lauréat    | [ 75 ] |
| Primetime Creative Arts Emmy Awards     | 2022  | Meilleure actrice invitée dans une série comique                                                 | Jane Lynch (pour l'épisode "Et que ça saute"") | Nomination | [ 75 ] |
| Primetime Creative Arts Emmy Awards     | 2022  | Meilleurs costumes pour une série contemporaine                                                  | Dana Covarrubias, Amanda Bujak et Amy Burt (pour l'épisode "Qui est Tim Kono ?") | Nomination | [ 75 ] |
| Primetime Creative Arts Emmy Awards     | 2022  | Meilleur design du générique                                                                     | Lisa Bolan, Tnaya Witmer, Laura Perez, James Hurlburt, Evan Larimore et Jahmad Rollins Rollins | Nomination | [ 75 ] |
| Primetime Creative Arts Emmy Awards     | 2022  | Meilleure musique dans une série                                                                 | Siddhartha Khosla (pour l'épisode "Le Garçon du 6B") | Nomination | [ 75 ] |
| Primetime Creative Arts Emmy Awards     | 2022  | Meilleure musique dans une série                                                                 | Siddhartha Khosla (pour l'épisode "Le Garçon du 6B") | Nomination | [ 75 ] |
| Primetime Creative Arts Emmy Awards     | 2022  | Meilleur générique                                                                               | Siddhartha Khosla | Nomination | [ 75 ] |
| Primetime Creative Arts Emmy Awards     | 2022  | Meilleurs décors pour un programme narratif d’une demi-heure                                     | Curt Beech, Jordan Jacobs et Rich Murray (pour l'épisode "Crime réel") | Lauréat    | [ 75 ] |
| Primetime Creative Arts Emmy Awards     | 2022  | Meilleur montage d’image à caméra unique pour une série dramatique                               | JoAnne Marie Yarrow (pour l'épisode "Fan Fiction") | Nomination | [ 75 ] |
| Primetime Creative Arts Emmy Awards     | 2022  | Meilleur montage d’image à caméra unique pour une série dramatique                               | Julie Monroe (pour l'épisode "Le Bouquet final") | Nomination | [ 75 ] |
| Primetime Creative Arts Emmy Awards     | 2022  | Meilleur mixage du son pour une série comique ou dramatique d’une demi-heure, ou d’animation     | Lindsey Alvarez, Mathew Waters et Joseph White Jr. (pour l'épisode "Le Garçon du 6B") | Lauréat    | [ 75 ] |
| Primetime Emmy Awards                   | 2022  | Meilleure série comique                                                                          | Dan Fogelman, Jess Rosenthal, Jamie Babbit, Steve Martin, Martin Short, Selena Gomez, John Hoffman, Kristin Newman, Kirker Butler, Ben Smith, Matteo Borghese, Rob Turbovsky, Thembi L. Banks et Jane Raab           | Nomination | [ 76 ] |
| Primetime Emmy Awards                   | 2022  | Meilleur acteur dans une série télévisée comique                                                 | Steve Martin | Nomination | [ 76 ] |
| Primetime Emmy Awards                   | 2022  | Meilleur acteur dans une série télévisée comique                                                 | Martin Short | Nomination | [ 76 ] |
| Primetime Emmy Awards                   | 2022  | Meilleure réalisation pour une série comique                                                     | Jamie Babbit (pour l'épisode "Crime réel") | Nomination | [ 76 ] |
| Primetime Emmy Awards                   | 2022  | Meilleure réalisation pour une série comique                                                     | Cherien Dabis (pour l'épisode "Le Garçon du 6B") | Nomination | [ 76 ] |
| Primetime Emmy Awards                   | 2022  | Meilleur scénario pour une série comique                                                         | Steve Martin & John Hoffman (pour l'épisode "Crime réel") | Nomination | [ 76 ] |
| Producers Guild of America Awards       | 2022  | Meilleure production pour une série télévisée comique                                            | Only Murders in the Building | Nomination | [ 77 ] |
| Producers Guild of America Awards       | 2023  | Meilleure production pour une série télévisée comique                                            | Dan Fogelman, Jess Rosenthal, Steve Martin, Martin Short, Selena Gomez, John Hoffman, Matteo Borghese, Rob Turbovsky, Ben Smith, Kristin Newman, Kirker Butler, Nick Pavonetti, Kristin Bernstein et Valentina Garza | Nomination | [ 78 ] |
| Satellite Awards                        | 2022  | Meilleure série musicale ou comique                                                              | Only Murders in the Building | Nomination | [ 79 ] |
| Satellite Awards                        | 2022  | Meilleur acteur dans une série musicale ou comique                                               | Steve Martin | Nomination | [ 79 ] |
| Satellite Awards                        | 2022  | Meilleure actrice dans une série musicale ou comique                                             | Selena Gomez | Nomination | [ 79 ] |
| Satellite Awards                        | 2023  | Meilleure série musicale ou comique                                                              | Only Murders in the Building | Nomination | [ 80 ] |
| Satellite Awards                        | 2023  | Meilleur acteur dans une série musicale ou comique                                               | Martin Short | Nomination | [ 80 ] |
| Satellite Awards                        | 2023  | Meilleure actrice dans une série musicale ou comique                                             | Selena Gomez | Lauréat    | [ 80 ] |
| Screen Actors Guild Awards              | 2023  | Meilleur acteur dans une série télévisée comique                                                 | Steve Martin | Nomination | [ 81 ] |
| Screen Actors Guild Awards              | 2023  | Meilleur acteur dans une série télévisée comique                                                 | Martin Short | Nomination | [ 81 ] |
| Screen Actors Guild Awards              | 2023  | Meilleure distribution pour une série télévisée comique                                          | Aaron Dominguez, Selena Gomez, Jackie Hoffman, Jayne Houdyshell, Steve Martin, Amy Ryan et Martin Short | Nomination | [ 81 ] |
| Screen Actors Guild Awards              | 2023  | Meilleur acteur dans une série télévisée comique                                                 | Steve Martin | Nomination | [ 82 ] |
| Screen Actors Guild Awards              | 2023  | Meilleur acteur dans une série télévisée comique                                                 | Martin Short | Nomination | [ 82 ] |
| Screen Actors Guild Awards              | 2023  | Meilleure distribution pour une série télévisée comique                                          | Michael Cyril Creighton, Cara Delevingne, Selena Gomez, Jayne Houdyshell, Steve Martin, Martin Short et Adina Verson                                                                                                 | Nomination | [ 82 ] |
| Society of Composers & Lyricists Awards | 2023  | Meilleure musique dans une série télévisée                                                       | Siddhartha Khosla | Nomination | [ 83 ] |
| Television Critics Association Awards   | 2022  | Meilleure nouvelle série                                                                         | Steve Martin | Nomination | [ 84 ] |
| Television Critics Association Awards   | 2022  | Meilleure série comique                                                                          | Martin Short | Nomination | [ 84 ] |
| Television Critics Association Awards   | 2022  | Meilleure interprétation dans une série comique                                                  | Steve Martin | Nomination | [ 84 ] |
| Writers Guild of America Awards         | 2022  | Meilleur scénario pour une série télévisée comique                                               | Thembi Banks, Matteo Borghese, Rachel Burger, Kirker Butler, Madeleine George, John Hoffman, Stephen Markley, Steve Martin, Kristin Newman, Ben Philippe, Kim Rosenstock, Ben Smith, Rob Turbovsky                   | Nomination | [ 85 ] |
| Writers Guild of America Awards         | 2022  | Meilleur scénario pour une nouvelle série télévisée                                              | Thembi Banks, Matteo Borghese, Rachel Burger, Kirker Butler, Madeleine George, John Hoffman, Stephen Markley, Steve Martin, Kristin Newman, Ben Philippe, Kim Rosenstock, Ben Smith, Rob Turbovsky                   | Nomination | [ 85 ] |
| Writers Guild of America Awards         | 2022  | Meilleur scénario pour un épisode comique                                                        | Steve Martin & John Hoffman (pour l'épisode "Crime réel") | Nomination | [ 85 ] |
| Writers Guild of America Awards         | 2023  | Meilleur scénario pour une série télévisée comique                                               | Thembi Banks, Matteo Borghese, Rachel Burger, Kirker Butler, Madeleine George, John Hoffman, Stephen Markley, Steve Martin, Kristin Newman, Ben Philippe, Kim Rosenstock, Ben Smith, Rob Turbovsky                   | Nomination | [ 86 ] |